# Bronica ETR
Les Bronica ETR són una sèrie de càmeres de format mitjà fabricades per Bronica les quals usen pel·lícula de 120 per crear negatius de 6 x 4,5 cm (56 x 41,5mm). Aquest sistema va sortir al mercat el 1976 amb la Bronica ETR i l'1 d'octubre de 2004, el president de Tamron (la qual es va fusionar amb Bronica el 1998) va anunciar la interrupció d'aquest sistema a partir del 31 d'octubre de 2004.
Al ser càmeres modulars, el visor, l'objectiu i el xassís són intercanviables i es poden fer servir diferents depenent de la necessitat.
La muntura que utilitzen totes elles, anomenada Bronica ETR, té una distància de brida de 69mm. Les càmeres amb aquesta muntura compten amb un factor de multiplicació d'aproximadament 0,62. Relació entre la diagonal del marc de referència (format de 35 mm) i la diagonal del negatiu usat pel sistema Bronica ETR:{\displaystyle {\dfrac {\sqrt {(24mm)^{2}+(36mm)^{2}}}{\sqrt {(56mm)^{2}+(41.5mm)^{2}}}}\approx 0.621}

## Esquema de noms de les càmeres amb muntura Bronica ETR
| Model         | Any  |
| ------------- | ---- |
| Bronica ETR   | 1976 |
| Bronica ETR-C | 1977 |
| Bronica ETRS  | 1978 |
| Bronica ETRC  | 1978 |
| Bronica ETRSi | 1988 |

Diferències principals entre els models:
|                       | ETR      | ETR-C    | ETRS              | ETRC              | ETRSi             |
| --------------------- | -------- | -------- | ----------------- | ----------------- | ----------------- |
| Xassís intercanviable | Si       | NO       | Si                | No                | Si                |
| Visor                 | Visor AE | Visor AE | Visor AE II / III | Visor AE II / III | Visor AE II / III |
| Bloqueig de mirall    | No       | No       | No                | No                | Si                |
| Bateria               | 6v 4SR44 | 6v 4SR44 | 6v 4SR44          | 6v 4SR44          | 6v 4SR44          |

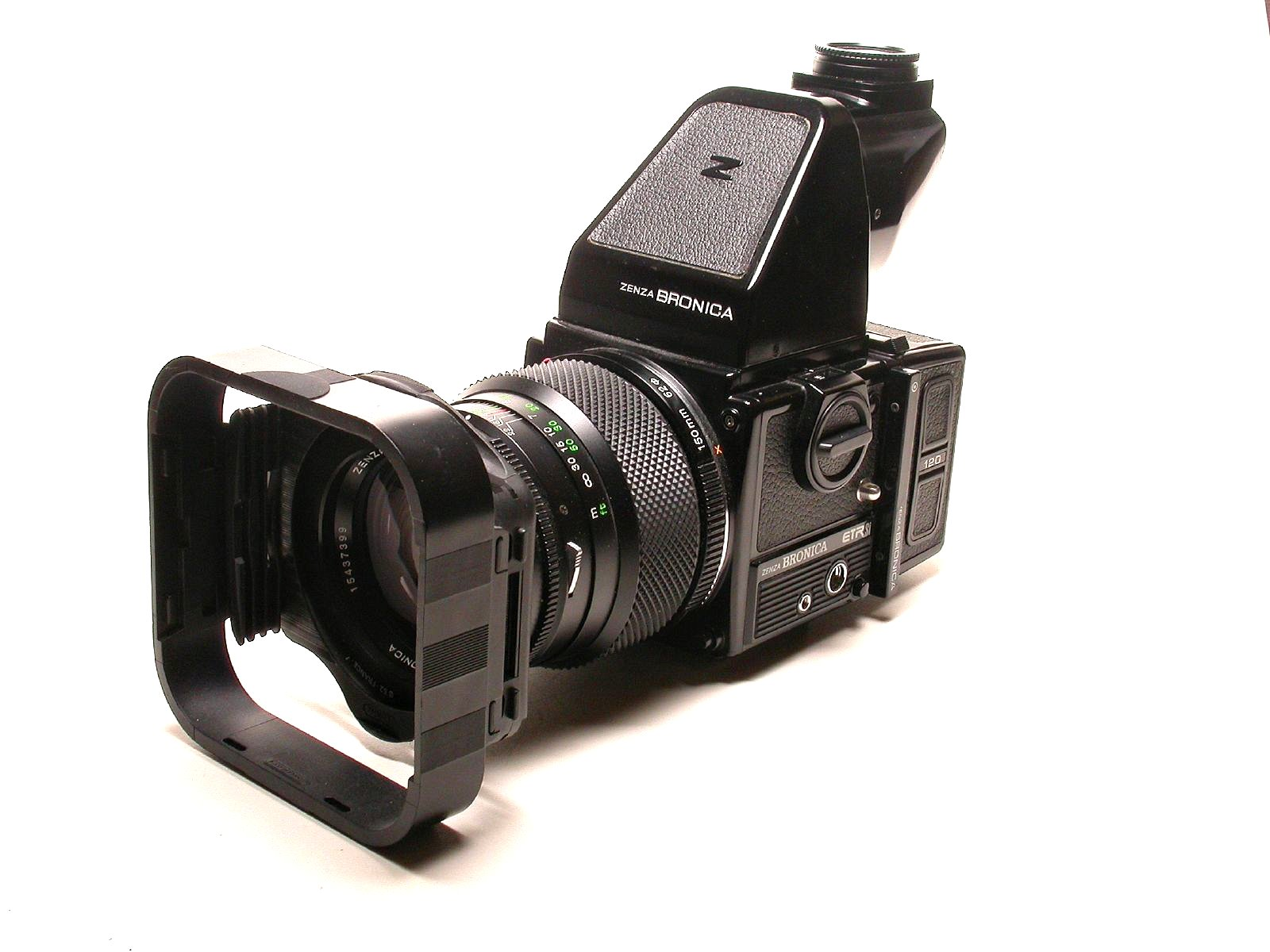
Bronica ETRSi

En els models C, en els quals el xassís no és intercanviable, no es pot canviar de pel·lícula al mig d'un rodet, però es poden intercanviar els inserts de pel·lícula.
Amb la sortida al mercat dels visors AE II / III amb la ETRS, aquestes càmeres ja incorporaven fotòmetre i, per tant es podia realitzar la mesura de llum des de la mateixa càmera. Els models més antics encara que s'hi acobli un visor d'aquest tipus, el fotòmetre no funcionarà, ja que no consten del pin extra de connexió.
El bloqueig del mirall només és possible amb l'últim model, la ETRSi, aquest sistema s'utilitza per reduir al màxim la vibració de la càmera al disparar. Aquest últim model també ofereix la mesura de flaix TTL amb exposició OTF.

## Objectius
Els objectius Zenzanon compatibles amb les Bronica ETR es divideixen en tres generacions:
- Sèrie MC: Aquesta va ser la primera a incorporar un recobriment múltiple (MC = Multi Coating). L'anella de diafragma en aquestes lents es pot ajustar només en passes senceres. A la seva literatura, Bronica els anomena Zenzanon E.
- Sèrie E II: Aquí els dissenys òptics van ser totalment canviats i millors, respectant l'aparença l'exterior de les lents MC.
- Sèrie PE: Gràcies a la tecnologia MTF, amb aquesta sèrie van poder fabricar objectius amb un rendiment òptic superior. L'anella de diafragma en aquestes lents es pot ajustar en 1/2 passes.

Aquests tenen focals des de 30mm fins a 500mm, incloent-hi objectius zoom, macro i descentrables. Totes elles incorporen un obturador electrònic Seiko #0, el qual proporciona una velocitat d'entre 1/8 i 1/500 segons amb una sincronització de flaix de fins a 1/500 seg.

### Fixos
| Distància focal | Obertura | Any  | Distància mínima d'enfocament | Diametre de filtre |
| --------------- | -------- | ---- | ----------------------------- | ------------------ |
| 30mm            | 3.5      | 1996 | 0,27m                         | 32,5mm             |
| 40mm            | 4.0      | -    | 0,35m                         | 62mm               |
| 40mm            | 4.0      | 1976 | 0,40m                         | 62mm               |
| 40mm            | 4.0      | -    | 0,40m                         | 62mm               |
| 50mm            | 2.8      | -    | 0,46m                         | 62mm               |
| 50mm            | 2.8      | 1976 | 0,50m                         | 62mm               |
| 50mm            | 2.8      | -    | 0,50m                         | 62mm               |
| 55mm            | 4.5      | -    | 0,50m                         | -                  |
| 55mm            | 4.5      | -    | 0,50m                         | -                  |
| 60mm            | 2.8      | 1992 | 0,42m                         | 62mm               |
| 75mm            | 2.8      | -    | 0,60m                         | 62mm               |
| 75mm            | 2.8      | -    | 0,60m                         | 62mm               |
| 75mm            | 2.8      | 1976 | 0,60m                         | 58mm               |
| 100mm           | 4.0      | -    | 0,61m                         | 62mm               |
| 100mm           | 4.0      | -    | 0,61m                         | 62mm               |
| 105mm           | 3.5      | -    | 0,90m                         | 62mm               |
| 105mm           | 4.5      | 1998 | 0,35m                         | 67mm               |
| 135mm           | 4.0      | 1992 | 1,00m                         | 62mm               |
| 150mm           | 4.0      | 1976 | 1,50m                         | 62mm               |
| 150mm           | 3.5      | -    | 1,50m                         | 62mm               |
| 150mm           | 3.5      | -    | 1,50m                         | 62mm               |
| 180mm           | 4.5      | 1994 | 1,00m                         | 62mm               |
| 200mm           | 4.5      | -    | 2,00m                         | 62mm               |
| 200mm           | 4.5      | -    | 2,00m                         | 62mm               |
| 250mm           | 5.6      | -    | 3,00m                         | 62mm               |
| 250mm           | 5.6      | 1976 | 3,50m                         | 62mm               |
| 250mm           | 5.6      | -    | 3,00m                         | 62mm               |
| 500mm           | 8.0      | -    | 8,00m                         | 122mm              |
| 500mm           | 8.0      | -    | 8,50m                         | 95mm               |

### Zoom
| Distància focal | Obertura | Any  | Distància mínima d'enfocament | Diametre de filtre |
| --------------- | -------- | ---- | ----------------------------- | ------------------ |
| 45-90mm         | 4-5.6    | 1998 | 1,00m                         | 95mm               |
| 70-140mm        | 4.5      | -    | 1,80m                         | Sèrie 9a           |
| 70-140mm        | 4.5      | -    | 1,80m                         | Sèrie 9a           |
| 110-220mm       | 4.8      | 1996 | 1,00m                         | 95mm               |
| 125-250mm       | 5.6      | -    | 2,50m                         | Sèrie 9a           |
| 125-250mm       | 5.6      | -    | 2,50m                         | Sèrie 9a           |

### Extensors
A part d'aquestes òptiques, Bronica també incloïa en el seu catàleg tres extensors de distància focal, el PE 1,4x, el PE 2x i l'E 2x. Aquests, multipliquen la focal de l'objectiu per 1,4 o 2, perdent un pas de llum o dos passos, respectivament.
Els PE són compatibles amb les següents òptiques de Bronica: PE 75mm F/2.8, E II 75mm F/2.8, MC 75mm F/2.8, MC 105mm F/3.5, PE 150mm F/3.5, MC 150mm F/3.5, PE 200mm F/4.5, PE 250mm F/5.6, MC 250mm F/5.6 II, PE 500mm F/8, E II 500mm F/8. Mentre que la versió E 2x només és compatible amb les següents: E II 75mm F/2.8, MC 75mm F/2.8, MC 105mm F/3.5, MC 150mm F/3.5, MC 250mm F/5.6 II, E II 500mm F/8.

## Sistema
A part dels objectius intercanviables, en tots els models es poden intercanviar els següents accessoris. Tots ells són compatibles amb tots els models de càmeres, a excepció dels visors AE II i III que si s'utilitzen en models anteriors a la ETRS, al no tenir el pin de connexió extra, el fotòmetre integrat no funcionarà. La segona excepció són els xassís amb les ETRC i ETR-C, que al no ser intercanviables en aquests models, només poden usar els inserts de pel·lícula.

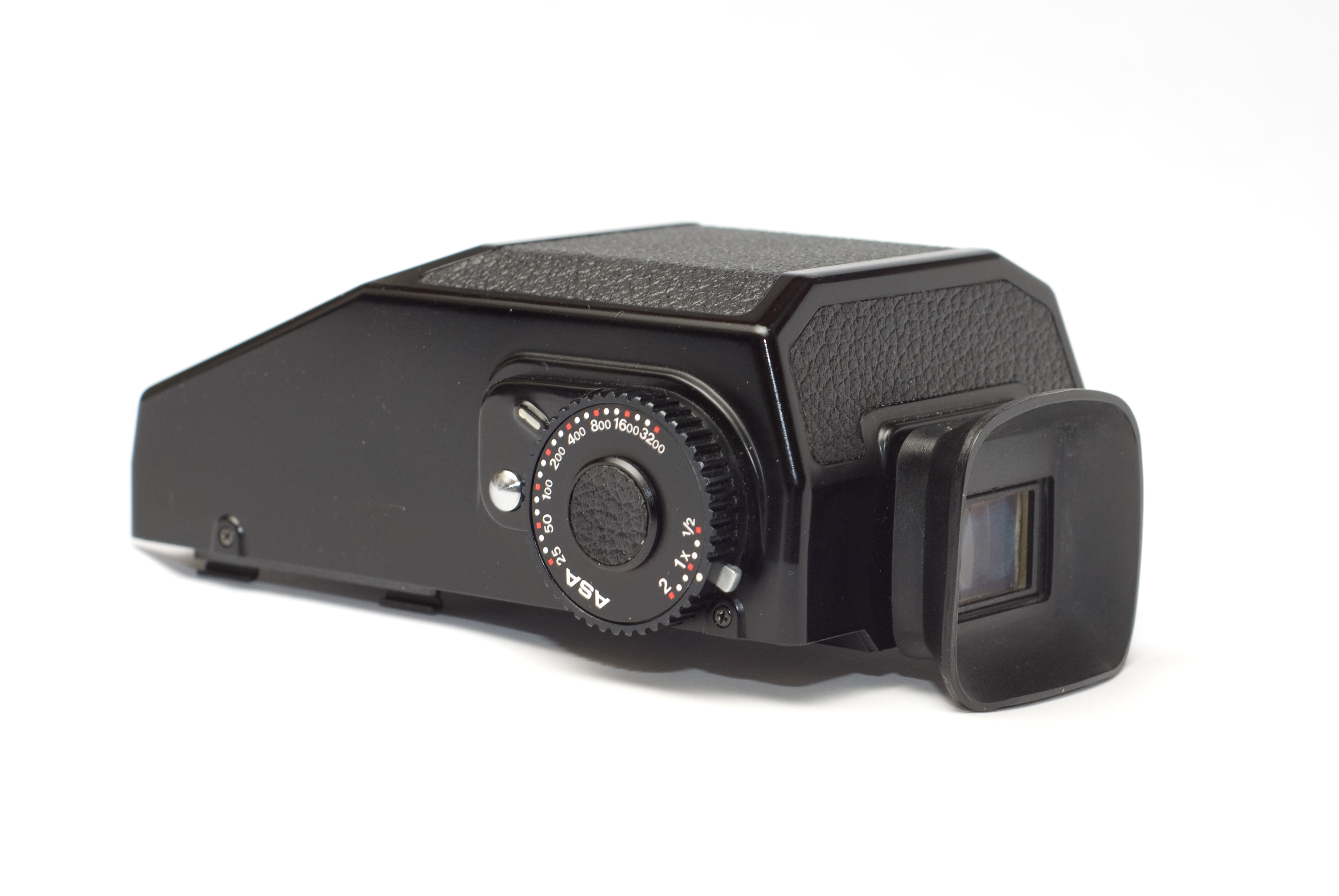
Visor AE

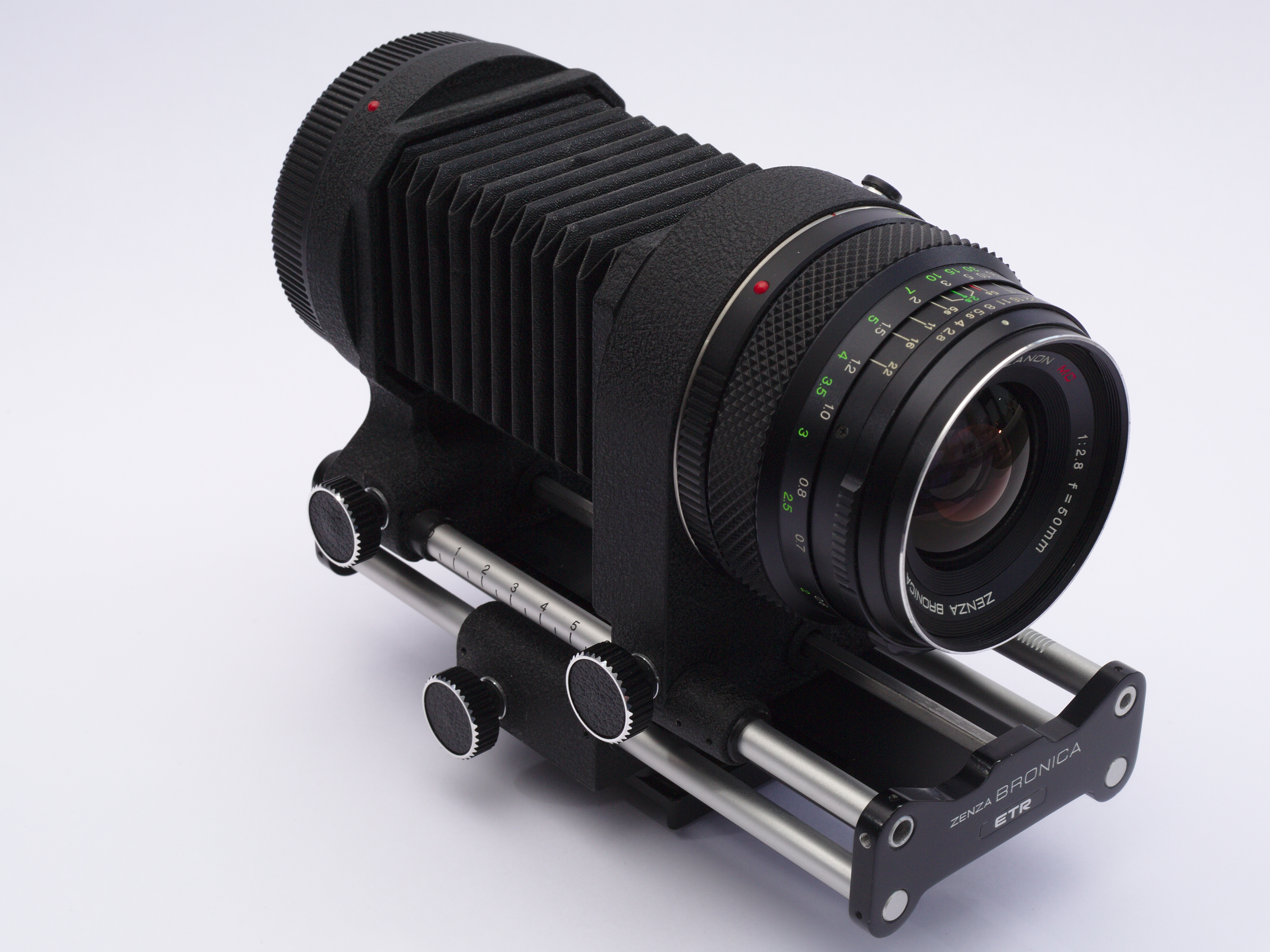
Objectiu de Bronica amb la manxa automàtica

| Visor - Visor de cintura - Visor AE - Visor AE II - Visor AE III - Visor prisma - Visor giratori - Visor d'esport Pel·lícula - Xassís ETR 120 - Xassís ETR 220 - Xassís ETRS 120 - Xassís ETRS 220 - Xassís ETRS 135 - Xassís ETRSi EI 120 - Xassís ETRSi EI 220 - Xassís per a pel·lícula de 70mm - Xassís Polaroid (CB102) - Xassís Polaroid (CB103) - Insert de pel·lícula 120 - Insert de pel·lícula 220 Flaix - Adaptador SCA 386 | Pantalles d'enfocament - Microprisma / imatge dividida (estàndard) - Microprisma / imatge dividida (estàndard) EI - Microprisma - Microprisma EI - D'imatge dividida - Punt mat - Quadrícula - Microprisma / imatge dividida 135 - Mat 135 Cos - Empunyadura de velocitat - Mitor d'arrastrament (Motor drive) - Motor Winder EI - Sòcol de trípode - Adaptador de trípode Polaroid Per objectius - Manxa de parasol - Manxa automàtica - Tubs d'extensió de 14, 28 i 48 mm - Filtres d'aproximació de +1 i +2 - Palanca d'enfocament |

## Edicions especials de la sèrie ETR
Des de la seva sortida al mercat, les ETR i ETRS es van fabricar en color negre i crom, així com també es van produir en cromat els xassís de 120, 220 i 70 mm.
- ETRS Safari (1982-1988): Aquesta edició es va crear en color verd oliva. El cos de la càmera anava acompanyat del visor AE-II, un visor de cintura, una empunyadura de velocitat, un xassís de 120 i una manxa de parasol, tots ells amb el mateix estil. Aquest kit es podia acompanyar d'un dels següents objectius del mateix color: MC 50 mm F/2.8 , E II 75 mm F/2.8 i MC 150 mm F/3.5.[39]
- ETRS 20è aniversari (1979): Aquesta edició es va crear de metall pintat de negre amb una coberta de pell marró. El cos de la càmera anava acompanyat del visor de prisma AE-II i d'un xassís de 120, tots ells amb el mateix estil.[40]
- ETRS Clubman (1980): Aquesta edició es va crear en metall pintat de negre, una placa platejada amb el nom Clubman i un panell lateral inferior de goma, el qual recorda el sistema Bronica SQ, el qual s'havia presentat recentment.[41]
- ETRSi "150 anys de fotografia" (1990): Aquesta edició es va crear per celebrar els 150 anys de fotografia i el 30è aniversari de les Bronica de format mitjà. Aquest lot incloïa el cos de la càmera de policarbonat negre amb una placa commemorativa daurada sota el dial de velocitat, Zenzaon MC 50 mm F/2.8, Zenzaon E II 75 mm F/2.8 i Zenzaon MC 150 mm F/3.5, un visor AE-II, un motor d'arrastrament, dos xassís de 120, un adaptador de flaix SCA 386, un visor de cintura, un flaix metz i un estoig Billingham fet a mà.[42]
- ETRSi "300,000 ETR Series Cameras" (1996): Aquesta edició es va crear per commemorar les 300.000 càmeres venudes de la sèrie ETR. El lot venia amb una pantalla d'enfocament mat, una maneta de bobina, un conjunt complet de tapes, un xassís de 120 Ei, una diapositiva fosca Ei i una corretja ampla. Totes les parts del paquet eren articles estàndard de Bronica, excepte el cos i el xassís de 120, els quals van fabricar de policarbonat cromat de color platejat amb una coberta de cuir negre de gra fi.[43]
- ETRSi 40 aniversari: Aquesta edició es va crear per celebrar el 40è aniversari de Bronica. El cos de la càmera i els accessoris inclosos en el lot es van fabricar amb policarbonat cromat de color xampany amb una coberta de cuir gris. El cos de la càmera anava acompanyat de l'objectiu ZENZANON-PE 75 mm F/2.8 , visor AE-III, xassís 120Ei i empunyadura de velocitat.[44]ETRSi 40 aniversari

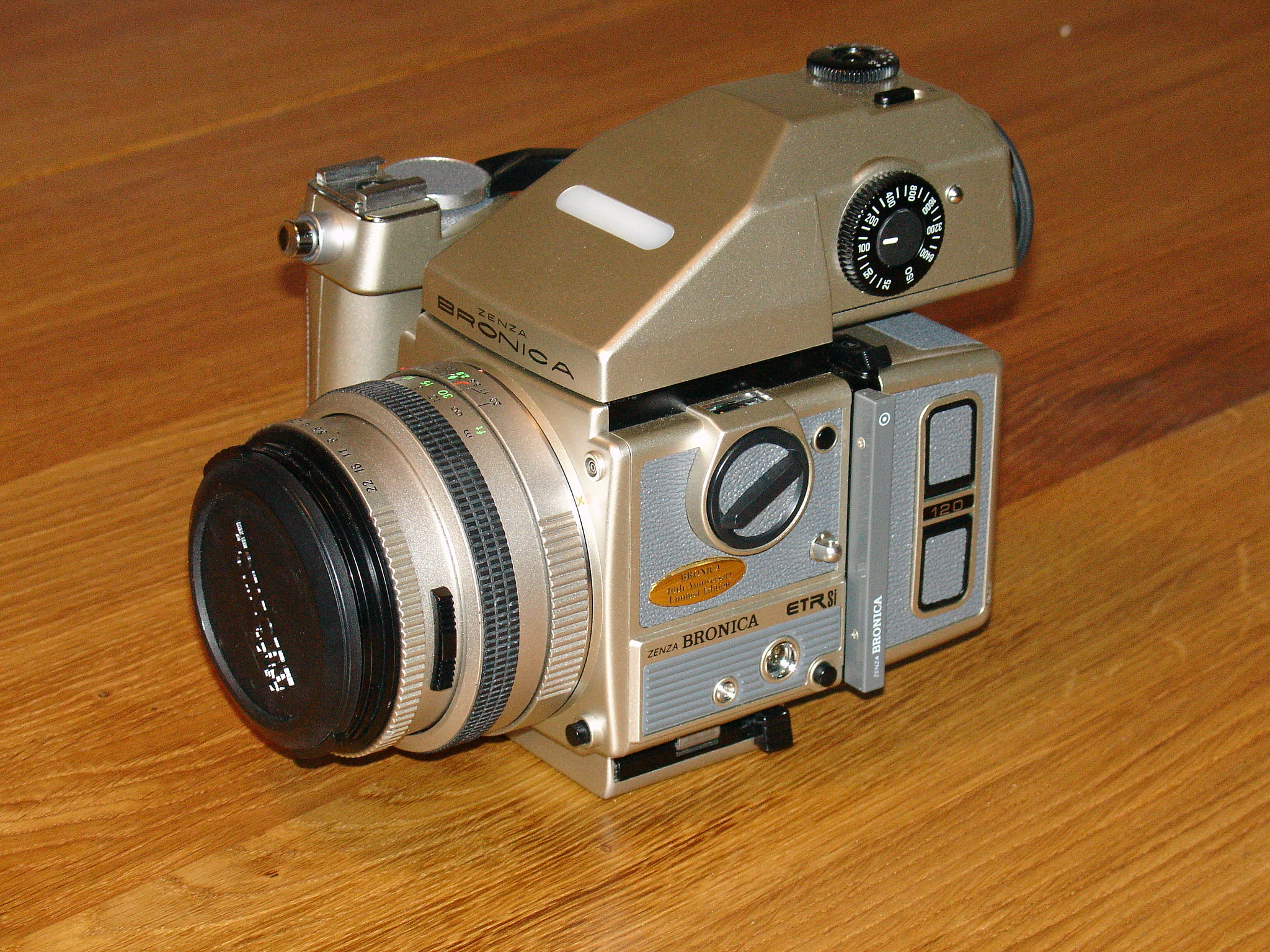
ETRSi 40 aniversari